# 巴勒斯坦人民党
巴勒斯坦人民党（羅馬化：Hizb al-Sha'b al-Filastini）是巴勒斯坦的一个左翼政党，成立于1982年2月10日，原名巴勒斯坦共产党。

## 历史
巴勒斯坦人民党的历史可以追溯到1919年成立的社会主义工人党，巴勒斯坦共产党於1923年正式成立。成立初期该党主要是犹太人，不過該黨持有反犹太复国主义立场，並且支持阿拉伯人，該黨認為犹太复国主义是与英帝国主义结盟的犹太资产阶级运动。该党还反对犹太复国主义者在巴勒斯坦建立定居点，巴勒斯坦共产党也反對以色列总工会。巴勒斯坦共产党很快就加入共產國際。1920年代中期，该党开始招募阿拉伯人成员。第一位阿拉伯人于1924年加入该党。1925年，该党已有8名阿拉伯人成员。1943年该党分裂，一些阿拉伯人成员于1944年成立巴勒斯坦民族解放联盟。巴勒斯坦共产党和巴勒斯坦民族解放联盟起初都反對联合国大会第181号决议，但在苏联认可該決議後兩黨也接受了该決議。1947年10月，巴勒斯坦共产党更名為以色列共產黨。第一次中東戰爭結束後，以色列共產黨又與巴勒斯坦民族解放联盟合併。
阿以分治後，约旦河西岸并入约旦，居住在约旦河西岸的巴勒斯坦共产党成员遂转而加入约旦共产党。
1982年2月，约旦共产党约旦河西岸分支成员举行会议，决定脫離约旦共产党，重建巴勒斯坦共产党，并和巴勒斯坦解放组织确立合作关系；少数反对承认以色列的约旦共产党约旦河西岸分支成员未加入新成立的巴勒斯坦共产党，于同年10月另组革命巴勒斯坦共产党。1987年，该党加入巴解组织。同年4月，进入巴解组织执行委员会。
1991年，在经历苏联解体之后，该党领导人巴希尔·巴尔古提决定将该党更名为巴勒斯坦人民党并疏远马列主义，期望能通过放弃反对宗教的共产主义来团结更多巴勒斯坦民族解放力量和重塑在穆斯林世界中的政党形象。但是该党仍然自称为巴勒斯坦共产主义运动的延续，并积极参加国际共产主义会议，许多党员也依然坚信马克思主义。
该党支持奧斯陸協議，并且批评和谴责在和平进程中任何倒退的行为。同时捍卫在约旦河西岸和加沙地带建立一个独立的巴勒斯坦国的目标。
2002年，穆斯塔法·巴尔古提成为新的总书记，同时退出了曾经参与创立的巴勒斯坦民族倡议。
在2006年巴勒斯坦立法选举中，该党获得1个席位，当选立法委员会委员是巴萨姆·萨利希（该党现任总书记）。